# Allentsteig
Allentsteig – miasto w Austrii, w kraju związkowym Dolna Austria, w powiecie Zwettl. Według Austriackiego Urzędu Statystycznego liczyło 1 949 mieszkańców (1 stycznia 2014).